# Vallum
Il vallo (in latino vallum) era un tipo di costruzione difensiva romana realizzata a protezione degli accampamenti (castra) e dei confini.

## Struttura
Questa costruzione era costituita da due parti: un fossato (fossa) e un terrapieno (agger), su cui erano innalzati una palizzata oppure un bastione in pietra.

## Esempi
Il Vallo di Antonino e quello di Adriano difendevano il territorio della Britannia romana dalle tribù del nord dell'isola; degno di nota è anche il vallo di Traiano.